# A.T.O.M.
A.T.O.M. (англ. Alpha Teens On Machines) — французский мультипликационный ТВ-сериал о приключениях пяти человек (сами себя они называют Alpha Team), живущих в недалёком будущем, в вымышленном городе Лэндмарк-сити. Сериал транслировался на телеканалах Jetix (27.08.2005—01.01.2008) и СТС (под названием Экстремальная команда).
В Великобритании и латинской Америке этот сериал называют Action Man A.T.O.M. («действие человека А. Т. О. М.»); там же выпускались одноимённые комиксы от компании Panini.

## Сюжет

### 1 сезон
Пятеро подростков участвуют в телешоу на выживание. Благодаря совместному преодолению различных препятствий и взаимопомощи, пятёрка выходит в финал, и выигрывает шоу. Их приветствует организатор шоу — влиятельный бизнесмен, мистер Ли. Он выражает своё восхищение физическими данными и смекалкой ребят, и предлагает уже сдружившейся команде — Акселю, Лайнес, Кингу, Шарку и Хоуку работать на его мегакорпорацию, Ли Индастриз, в качестве испытателей техники нового поколения — наземного транспорта и летательных аппаратов. Подростки соглашаются. По ходу работы они ведут борьбу с особо опасным преступником Александром Пэйном. В конце концов им удаётся арестовать Пэйна, но над ними нависает новая угроза.

### 2 сезон
Ли Индастриз начинает заниматься биотехнологиями, и мистер Ли увольняет своих испытателей «за ненадобностью». Позже оказывается, что планы Ли имеют гораздо иные цели, чем научно-медицинские исследования и разработка новых фармацевтических препаратов. Ли движет навязчивая и извращённая идея улучшения мира — создание новой разумной расы существ, которая заменит прогнившее и беспомощное человечество, и приведёт планету к настоящему процветанию. На самом деле, Альфа Тимс служила прототипом такой расы — Ли тайно собирал образцы ДНК каждого из членов команды, обладающих теми или иными способностями, для создания их копий — армии клонов, с добавленными в генотип свойствами и способностями животных, что сделало их более сильными и интеллектуально развитыми. Ли уходит из корпорации, и закрепляется с первой, разумеется, не без дефектов, партией (пятёркой) клонов в убежище где-то в горных ущельях, развивая начатую кампанию, а новым главой Ли Индастриз и наставником команды становится член совета директоров, инвалид Гаррет. A.T.O.M и лидер команды, Аксель Мэннинг, ведёт борьбу с клонами, главами преступных синдикатов, и таинственным ниндзя по прозвищу Дракон. Также Аксель расследует причину гибели его отца — Себастьяна Мэннинга, погибшего при взрыве бомбы во время выполнения задания совместно с Пэйном. Далее выясняется, что Пэйн и Себастьян в прошлом участвовали в секретном государственном проекте «Кризалис», руководителем которого был не кто иной, как мистер Ли.

## Alpha Team
В команде пять человек: Аксель Мэннинг, Крей Кингстон (Кинг), Каталина Лионе (Лайонесс), Оливер Шаркер (Шарк), Зак Хоукс (Хоук).
Стоит отметить что:
- Кинг — переводится с английского «Король»
- Лайонесс — переводится с английского «Львица»
- Шарк — переводится с английского «Акула»
- Хоук — переводится с английского «Ястреб».

### Аксель Мэннинг
Лидер А. Т. О. М. Мастер вымышленного боевого искусства Джо-Лан, позволяющего сопровождать каждое действие тела мощным выбросом энергии. Джо-Лану Акселя учил отец — Себастьян Менниг. Когда Акселю было 10 лет, его отец погиб от взрыва. Первоначально думали, что виновником смерти Меннинга-старшего является Александр Пэйн, но во втором сезоне мультфильма, мы узнаём, что это не совсем так. На протяжении сериала намекалось, что отец Акселя жив, и в финале второго сезона выясняется, что он удерживается в плену у «Змеиного Хвоста».
Аксель обожает большие скорости, приключения. Влюблён в Лайнесс. Так же он строго относится к своему телу, каждый раз доводит его до пределов возможного и даже капельку больше. Возможно, это самый уравновешенный член команды. Он чуток к происходящим событиям. Переживает, если кто-то по его вине пострадал или погиб.
В течение первого сезона Аксель ненавидел Пэйна, потому что считал его убийцей своего отца. Попытки Пэйна навести в Лэндмарк-сити хаос (по сути взять город в свои руки) всегда пресекались Акселем и его командой, сопровождались ожесточёнными схватками. В конце первого сезона Акселю удаётся таки отправить Пэйна обратно в тюрьму.
Во втором сезоне, где были показаны истинные намерения господина Ли, Аксель чувствовал себя преданным и поклялся остановить Ли во что бы то ни стало.
У Акселя каштановые волосы, серые глаза, рассечённая правая бровь. Цвета его формы в А. Т. О. М. — чёрно-бело-оранжевая. Его персональное оружие и техника — Turboboard и Thunderbike 3000. Единственные члены семьи (по упоминанию самого Акселя) — отец и мать. Его авторская фраза «Gear it up!» («За дело!»). В английской версии прозвище Акселя в сериале — Ax-man. Так же он часто произносит вслух названия приёмов из Джо-Лан. Владеет китайским языком.
Используемые приёмы Акселя в Джо-Лан:
Джо-Лан Чоубатсу (суперудар), Джо-Лан Рююзикен (Кулак Духа Дракона Джо-Lan), Узумаки Джо-Лан Кик (Водоворот), Риоку Джо-Лан, Джо-Лан Торакен, Супер Джо-Лан.

### Кинг
Крей Кингстон по прозвищу Кинг — нежный гигант со сверхчеловеческой силой. Ему ничего не стоит прорваться сквозь запертые двери или каменные стены. Ещё одна отличительная черта Кинга — совершенное владение любой техникой, особенно компьютерами.
В детстве Кинг со своим отцом и братьями ездил в Национальный Парк «Голубые ели», с тех пор он очень полюбил животных (за исключением бабочек, которых он боялся). Он ненавидел, когда кто-то плохо обращался с животными. Пока он жил с командой, держал в своей комнате кошку, бразильскую лягушку, дикобраза…. Иногда участвует в чемпионатах по реслингу. Следует отметить, что Кинг был единственным из команды, на ком Аксель применял приёмы Джо-Лан.
Кинг очень любит поесть. Его любимая закусочная в городе — «Пышечная Капитана». Хотя в команде он пропагандирует здоровую пищу и выступает против гамбургеров, сам он не прочь порой полакомиться и фастфудом.
В команде Кинг имеет со всеми хорошие отношения, с некой отеческой заботой относится к Каталине и Шарку, особенно дружен с Акселем.
В первом сезоне Кинг чаще борется с Флешем и выходит победителем из схваток не только за счёт силы, но и за счёт своего ума, быстроты и ловкости.
Кинг лысый, однако имеет небольшую бородку. У него зелёные глаза. Форма в команде — бело-оранжевая. Его персональное снаряжение — Power Ram и Thunderquad 3000.
По словам Кинга, у него несколько братьев, младший из которых — Дюк — гений.

### Лайнесс
Каталина Леоне, более известная нам как Лайнесс — дочь рок-певца и банкирши. Каталина очень проворная и ловкая, владеет боевым искусством капоэйра. Так же как и Аксель — всегда работает до предела и борется до победного конца. Она единственная девушка в команде. По собственным словам Лайнесс, «меньше всего считает себя леди». Также Лайнесс умеет читать по губам.
У неё было всего два страха в жизни — выступление перед большой публикой и боязнь боли, которую может причинять Пэйн. Кроме того, она влюблена в Акселя, даже ревнует его (особенно к Мэгнесс, которая оказалась дочерью Пэйна в эпизоде «Природный магнетизм» в первом сезоне, а также к подруге детства Акселя, Мэдисон в эпизоде «Запрограмированный» во втором сезоне), но чувства старается скрывать. К нему она относится мягче, чем к другим членам команды.
У Каталины каштановые волосы и зелёные глаза. Её форма в команде — зелёно-черно-белая. Её персональное снаряжение — Tag Blaster и MTX 9000. В повседневной жизни Каталина носит спортивные вещи. Коронная фраза «Vamos!».
Так же у неё есть 4 брата и кузина Лайзе, которая появлялась в серии «Дистанционное управление». Они близки ещё с детства, когда жили в Бразилии. Она любит изучать машины и неплохо владеет знаниями в компьютере.
Бытует мнение, что прототипом для Лайнесс послужила Кристи Монтейро из серии игр-файтингов Tekken.

### Хоук
Зак Хоукс — он же Хоук — одарённый лётчик-испытатель. В воздухе он чувствует себя увереннее, чем на земле. Хоук имеет атлетичное телосложение, но никакими боевыми искусствами не владеет. Его главный страх-вода, но во втором сезоне Хоук все-таки переборол себя и научился плавать.
Хоук считает себя серьёзным и прирождённым актёром, однако серьёзной карьеры он не сделал и супер-популярным не стал.
Самый комичный персонаж в команде, достаточно эгоистичен, но в случае беды готов прийти на помощь своим друзьям. Хоук неплохо ладит с Шарком, несмотря даже на то, что воздух и вода — противоположные стихии. Хоука сильно раздражает неопрятность Шарка и поэтому он часто над этим подшучивает.
Про семью Хоука известно только то, что его отец — известный актёр.
Хоук рыжий с зелёными глазами. Любимая фраза «Who rocks». Его форма в команде — сине-оранжевая. Персональное снаряжение — Jetwing и Rotarbike 3000.

### Шарк
Оливер Герберт Шаркер по прозвищу Шарк — серфингист, студент-океанограф. Любимая сфера жизни — вода. Когда же нет возможности покататься на доске по волнам, он охотно занимается сноубордингом. Шарк не силён в рукопашном бою, зато он умеет ловко уворачивается от всего в него летящего, причём делает это легко и как бы непринуждённо. Шарк никогда не убирается в своей комнате и поэтому у него там всегда бардак.
Кажется, что Шарк легкомысленный и вечно расслаблен, однако он неплохо проявил себя в качестве лидера в эпизоде «Глубокий сон», когда Аксель находился в коме.
У Шарка светлые волосы и голубые глаза. Костюм в команде — жёлто-синий. Его личное снаряжение — Scubashark и Sharkski 3000.
Несмотря на то, что он является полной противоположностью Хоука, Шарк почти сразу становится его лучшим другом, что не мешает ему довольно часто и без зазрения совести подшучивать над ним.

## Злодеи первого сезона
Александр Пэйн — главный злодей первого сезона. Когда-то он был правительственным агентом и вместе с Себастьяном Мэннингом принимал участие в проекте «Кризалис». Пэйн участвовал в схватке с ниндзя, которые были посланы Кваном. Едва не погиб в результате сражения и был спасён Себастьяном. Однако во время драки один из ниндзя заложил бомбу и Пэйн успел спастись прямо перед взрывом. После этого у Пэйна по всему телу проступили шрамы. Позже его обвинили во взрыве и убийстве Себастьяна Мэнинга и посадили в тюрьму, в результате чего Аксель Мэннинг возненавидел его. Спустя десять лет Спайде организовал побег Пэйна из тюрьмы. На протяжении первого сезона Пэйн пытается захватить или уничтожить город Лэндмарк Сити и отомстить за несправедливое обвинение. В результате происшествия на плотине Пэйн заражается постоянной болью, а также способностью передавать её любому к кому прикоснётся.
В конце первого сезона Аксель решает разобраться с Пэйном один на один. Пэйн, во время схватки, понимает, что вот-вот потерпит поражение и рассказывает Акселю, что он невиновен в гибели Себастьяна. Аксель все равно теряет рассудок и собирается убить Пэйна. Однако Лайонесс возвращает Акселю разум и не даёт ему совершить убийство. После этого Пэйна вновь сажают в тюрьму. Во втором сезоне Кван посылает Дракона убрать Пэйна, и он похищает его из тюрьмы. Однако команда спасает Пэйна и возвращает его обратно. Он рассказывает Акселю всё, что знал о проекте и благодарит за спасение.
Спайдэ — изобретатель, являющийся одним из немногочисленных сторонников Александра Пэйна. Образ героя ярко выражает его страсть к паукам: механические манипуляторы на манер паучьих лап, закреплённых на спине изобретателя — крайне полезный инструмент и в то же время опасное оружие носителя; а также спектральный прибор-очки, содержащий в себе функции приборов ночного и тепловидения, оптики. Преданность Пэйну и ответственность сделали его правой рукой хозяина. Известно что его настоящее имя Роджер.
Флэш — человек, особенно внимательно следящий за своим здоровьем и формой. Но, увы, интеллекта героя хватает только на поддержание этого. Флэш является бодибилдером, и всю жизнь посвящает лишь улучшению формы и увеличению и без того внушительно выглядящих мускулов. Пэйн находит его по совету Спайдэ, решив, что лишняя сотня килограммов мускулов команде не повредит. В эпизоде «Из плоти» происходит несчастный случай: Флэш повреждает ёмкость с химическим реагентом, который, выплеснувшись на него, ещё больше изменил форму героя — Флэш стал настоящей ходячей горой мышц, повсюду таскающую с собой пятидесятикилограммовую штангу, легко орудуя ей в качестве дубинки. Встреча с таким монстром непременно заканчивалась многочисленными переломами и побоями. Обычно в качестве его противника выступает Кинг. Его настоящее имя — Альберт.
Доктор Мэгнесс/Саманта Пэйн — дочь Пэйна, впервые появившаяся в серии «Природный магнетизм». Имеет очень скверный характер и частую манеру кокетничать. Обладает магнетическими способностями, которые усиливаются в холоде и слабеют при тепле. По указанию отца проявляла романтический интерес к Акселю, и именно поэтому устранила Лайнесс, сказав что у той перелом. Её силы так же влияют на Джо-Лан.

## Злодеи второго сезона
Мистер Ли — изобретатель и основатель Ли Индастриз. Возможно, самый неординарный персонаж в мультсериале. Будучи богатым и успешным бизнесменом, он держал различные активы по всему городу (например банки, тюрьмы, больницы, аллеи, лаборатории, фабрики, площади и т. д.) и более чем 6 000 отдельных патентов на изобретения.
Он основал команду Альфа после того, как проверил их на его телевикторине, «Trackdown» в первом сезоне. Он дал им доступ к транспортным средствам Ли Индастриз для испытания и также позволил им использовать их, чтобы остановить Пэйна или любого другого злодея, угрожающего Лэндмарк сити. В любом случае машины всегда ломались, но Ли Индастриз всегда оплачивал потери. После того, как сумасшедший раздраженный прежний служащий Ли Индастриз по имени Сайлесс Грин был побежден командой Альфа, он пытался предупредить их о том, что Ли предаст их точно так же, как он сделал это с Грином. Но из-за его попыток убить команду Альфа моментами ранее, сообщение Грина попало к Хоуку, который пропустил его мимо ушей.
Впоследствии истинная природа Ли медленно начинала показывать себя. Он вел себя подозрительно, например хранил потерянные волосы Шарка и Хоука или скрывал от команды своё местонахождение, когда шёл по делу. После того, когда Пэйн совершил набег на Ли Индастриз, Аксель и Гаррет наткнулись в комнату, в которую никто не мог зайти, кроме Ли. Там были образцы ДНК команды и пять новых униформ.
В конце первого сезона Ли создал генетически подобное рептилии существо. После того, как Пэйн был побежден в первом сезоне, господин Ли увольняет команду Альфа, лишает их доступа к Ли Индастриз и её транспортным средствам, также лишил их кредитного лимита.
Он приносит извинения дважды и объясняет, что компания «… переходит от транспортных средств в биотехнологию». После того, как произошло несколько смертельных стычек Акселя с подобным рептилии существом, Ли разыскивает Меннинга и объясняет, что тот, кого Ли называет Тилиан, — клон Акселя. Он заявляет, что начал работу над Тилиан вскоре после того, как он встретил Акселя.
Ли хотел доказать, что генная инженерия должна спасти мир от военной жадности и невежества. Кроме того, он хотел создать существ, которые были бы подобны во внешности людям, и чтобы удостовериться, что его расчеты верны, первоначально он, Ли, возглавит их.
После того, как Аксель услышал, что именно для этого и была создана команда Альфа, он почувствовал себя преданным и рассердился, заявив, что он сделает все что было бы в его власти, чтобы остановить Ли. Потом о новом Ли узнают остальная часть команды, Гаррет и совет директоров в Ли Индастриз. Совет директоров быстро лишил Ли всей его власти, но не раньше, чем тот начал экспериментировать на себе. Ли стремился сделать себя в пятьдесят раз более сильным и более могущественным, чем он уже был. После того, как Тилиан пробил дыру в сосуде, где Ли находился, и таким образом сорвал эксперимент. Раздался взрыв, в котором Ли выжил, после чего он потерял рассудок и стал полностью злым героем.
Как оказалось, Тилиан был частью Mu-команды, которая должна была помочь усовершенствовать человеческий род. Кроме того, Ли создал броню, сделанную из твердой легкой технологии, (световой луч, который фактически мог войти в физический контакт с твердыми и жидкими материалами). Он также мог сформировать транспортное средство из твердого света благодаря брату Кинга, Дьюка…
В конце концов, после предательства своей новой команды Ли возвращается в свою корпорацию и удаляет все данные о своем проекте клонирования. Там его настигает и пытается убить Дракон, однако Ли не погибает, но начинает поглощаться жестким излучением, становясь сверхчеловеком. Одновременно его разум возвращается к нему, он раскаивается в своих злодеяниях, вызывает к себе Акселя и наконец-то расставляет все точки над i.
Ли был руководителем проекта «Кризалис», он работал вместе с Пэйном и Себастьяном над созданием совершенных клонов (первым клоном стал Дракон). Однако, когда правительство приказало Ли закрыть проект из-за больших затрат, ради его сохранения он пошёл на сделку с криминальной организацией «Змеиный Хвост», возглавляемую Кваном. Кван финансировал исследования, и Ли продолжал работать, но Себастьян Мэннинг и Александр Пэйн сочли это предательством. Они раскрыли Ли и ради сохранения проекта Кван и его подручные попытались убить их (Пэйн выжил, а Мэннинг был взят в плен). После этого Ли, угнетаемый смертью своих друзей закрыл проект и разорвал все отношения с Кваном и его организацией, чем подписал себе смертный приговор. С этого момента Кван пытался убить Ли и забрать себе результаты его исследований.
После рассказа Аксель прощает Ли, понимая, что тот ни в чём не виноват и очень сожалеет о смерти его отца. Однако Кван приходит и казалось бы убивает Ли, достигая своей цели, после чего ему почти удается убить Акселя. Акселя и его команду спасает Ли, ставший сверхчеловеком, существом из жесткого излучения и полностью восстановивший свой разум и прежний облик. После этого Ли исчезает, а мультсериал заканчивается словами «Думаю, мы еще его встретим».

## Мью-Тим
Тилиан — Самый первый мутант, который был создан путём слияния ДНК кобры, крокодила, геккона, хамелеона и Акселя. Он впервые появляется в первом эпизоде второго сезона, когда разыскивал Акселя. Меннинг сразился со своим клоном и, конечно же, победил его, сбросив в каменистую пропасть в особняке Мистера Ли. Учёный-псих восстановил своё детище, смешав ДНК Акселя с мутаниумом (непостоянный химикат), и вложил их в Тилиана. Теперь клон Акселя мог подобно кобре стрелять ядом из клыков. Если яд попадал на живой организм, то мог парализовать любую часть тела. К счастью, действие яда было временным. Ещё Тилиан может изменять свой цвет подобно хамелеону и наращивать утерянные части тела.
Фаеркэт — Этот мутант содержит в себе ДНК гепарда, льва, тигра и Лайнесс. Она впервые появляется во втором сезоне с Реккой. Они были посланы Ли, чтобы убить Акселя и его команду. Фаеркэт обладает скоростью гепарда, удивительной гибкостью и длинными прыжками. Её металлические когти, помноженные на кровожадность, представляют собой крайне грозное оружие.
Рекка — Этот мутант содержит в себе ДНК носорога, слона, бегемота и Кинга. Он впервые появляется в серии «Всё дальше, вниз». Рекка очень большой и сильный благодаря своим генам, но при этом тупой. Одним из самых грозных оружий Рекки является носорожий рог, с помощью которого он может выстреливать лазерным светом.
Стингфлай — Этот мутант содержит в себе ДНК шершня, осы, стрекозы, жука и Хоука. Он впервые появляется во втором сезоне с Рейзой. Стингфлая посылает Ли, чтобы отвлечь команду Акселя, которая хотела спасти Шарка и доктора Рэйчел Логан. Крылья насекомого дают ему способность летать. Он может также держаться на стенах и издавать очень громкие вопли, без труда оглушающие кого угодно.
Рэйза — Этот мутант содержит ДНК пираньи, угря, медузы, барракуды и Шарка. Он впервые появляется в серии «Всё дальше, вниз». Его посылает Ли, чтобы найти и похитить правительственного учёного, доктора Рэйчел Логан. Рэйза может прокусить металл, дышать как под водой, так и на земле, а также вырабатывать электричество.

## Союзники команды A.T.O.M. и незначительные персонажи
Гарретт — мальчик-гений. Ещё в раннем детстве он начал учиться в колледже у профессора Эванса. В тринадцать лет парень был умён и изобретателен и Мистер Ли забрал его сразу после колледжа к себе, в Ли Индастриз и устроил его на работу. До знакомства с Акселем и его командой, Гарретт не только создавал машины, но и испытывал их для Мистера Ли. До тех пор, пока не разбился турбомотор. Случилась авария, два человека немного пострадали, но остались живы. А у Гарретта после аварии наступил паралич ног и он перестал ходить. После этого его всё время показывают в специальной коляске. После того, как Ли сошёл с ума, Гарретт становится председателем Ли Индастриз и наставником команды A.T.O.M. Он добрый и отважный, всегда помогает Акселю.